# Trylion
Trylion – liczba o wartości: 1 000 000 000 000 000 000 = 1018, w krajach stosujących długą skalę.
W krajach stosujących krótką skalę (głównie kraje anglojęzyczne) trylion oznacza liczbę 1012, czyli bilion na długiej skali.
W układzie SI mnożnikowi 1018 odpowiada przedrostek jednostki miary Eksa o symbolu E, a jego odwrotności (jedna trylionowa) 10-18 odpowiada atto o symbolu a.